# Список номинантов на премию «Большая книга» 2022 года
Список номинантов на премию «Большая книга», попавших в длинный список (лонг-лист) премии «Большая книга» в сезоне 2021—2022 года.
В 2022 году на конкурс номинировано 303 произведения из России и 18 зарубежных стран. Из них в длинный список вошло 48 произведений.
Список представлен в следующем виде — Победители, Список финалистов (кроме Победителей), Длинный список (кроме Победителей и Списка финалистов). Для каждого номинанта указано название произведения, а для рукописей — их авторы (по возможности).

## Победители
1. Павел Басинский — «Подлинная история Анны Карениной», Первое место, Приз читательских симпатий (второе место)
2. Алексей Варламов — «Имя Розанова», Второе место
3. Сергей Беляков — «Парижские мальчики в сталинской Москве», Третье место
4. Институт прикладной астрономии Российской академии наук — Специальная премия «За вклад в литературу» (за вклад в увековечивании литературных деятелей России в Солнечной системе)
5. Дина Озерова (г. Мурманск, автор блога «Книжный странник» [4], соведущая подкастов «Лед и книги» [5] и «Букстор» [6]) — Премия «_Литблог» (за глубину анализа современной русской прозы, оригинальность подачи и смелую работу с актуальным контекстом) [7][8]

## Список финалистов
1. Дмитрий Данилов — «Саша, привет!»
2. Олег Ермаков — «Родник Олафа»
3. Руслан Козлов — «Stabat Mater»
4. Афанасий Мамедов — «Пароход Бабелон»
5. Анна Матвеева — «Каждые сто лет. Роман с дневником», Приз читательских симпатий (третье место)
6. София Синицкая — «Хроника Горбатого»
7. Гузель Яхина — «Эшелон на Самарканд», Приз читательских симпатий (первое место)

## Длинный список
1. Василий Авченко — «Дальний Восток: иероглиф пространства»
2. Александр Архангельский — «Трилогия “Счастливая жизнь”: 1. Несогласный Теодор; 2. Русофил; 3. Русский иероглиф»
3. Вера Богданова — «Сезон отравленных плодов»
4. Мария Бурас — «Лингвисты, пришедшие с холода»
5. Дмитрий Быков — «Истребитель»
6. Тимур Валитов — «Угловая комната»
7. Андрей Волос — «Мешалда. Книга семейных рецептов»
8. Анатолий Гаврилов — «Под навесами рынка Чайковского»
9. Дмитрий Глуховский — «Пост»
10. Линор Горалик — «Имени такого-то»
11. Алла Горбунова — «Лето»
12. Сергей Дмитренко — «Салтыков (Щедрин)»
13. Татьяна Замировская — «Смерти.net»
14. Шамиль Идиатуллин — «Возвращение “Пионера”»
15. Александр Иличевский — «Исландия»
16. Елена Катишонок — «Джек, который построил дом»
17. Анастасия Коваленкова — «Хорошие люди. Повествование в портретах»
18. Катерина Кожевина — «Лучшие люди города»
19. Анастасия Курляндская — «Убить Ленина»
20. Алексей Макушинский — «Один человек»
21. Даниэль Орлов — «Время рискованного земледелия»
22. Георгий Панкратов — «Севастополист»
23. Валерий Попов — «Любовь в эпоху ковида»
24. Евгений Попов, Михаил Гундарин — «Фазиль»
25. Александр Прост — «Свистулькин»
26. Наталия Репина — «Жизнеописание Льва»
27. Игорь Свинаренко — «Тайна исповеди»
28. Роман Сенчин — книга «Русская зима. Две истории бегства» (две повести «У моря» и «Русская зима», оформленные как роман)
29. Алексей Слаповский — «Страж порядка»
30. Александр Снегирёв — «Плохая жена хорошего мужа»
31. Сергей Соловьёв — «Улыбка Шакти»
32. Сергей Солоух — «Никому ни за что ничего не будет»
33. Андрей Филимонов — «Пляс Нигде»
34. Саша Филипенко — «Кремулятор»
35. Максим Цхай — «Про папу»
36. Иван Шипнигов — «Стрим»
37. Лена Элтанг — «Радин»
38. Рукопись № 296 — «На небе никого»